# Legio XI Claudia

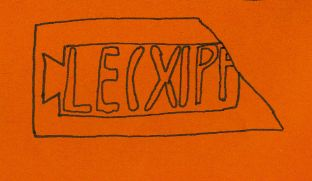
Ziegelstempel der Legio XI Claudia

Die Legio XI Claudia war eine Legion der römischen Armee. Der Ursprung der Legion ist nicht genau zu ermitteln, vermutlich wurde sie von Gaius Iulius Caesar um 58 v. Chr. aufgestellt und bestand bis ins frühe 5. Jahrhundert. Ihr Name unter Octavian war Legio XI Actiaca. Sie erhielt ihren Ehrennamen Claudia Pia Fidelis („pflichtbewusst und treu“) unter Kaiser Claudius. Der Name der Legion wurde danach als LEG XI CPF abgekürzt.
Das Emblem der caesarischen Legion war ursprünglich vermutlich ein Stier. Seit Augustus war der Gott Neptun das Legionssymbol, doch kommt vereinzelt auch die Kapitolinische Wölfin mit den Zwillingen Romulus und Remus vor. Die Kontinuität von Caesars zu Octavians Legio XI ist nicht gesichert.

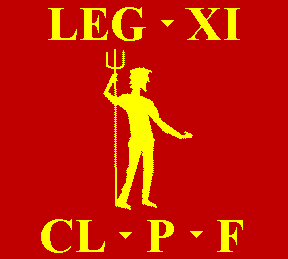
Signum der Legio XI Claudia Pia Fidelis (vereinfachte Darstellung)

## Geschichte der Legion

### Republik

#### Caesars Legio XI

Caesars Feldzüge während des gallischen Krieges

Es wird vermutet, dass die Legion im Jahre 58 v. Chr. zusammen mit der Legio XII Fulminata ausgehoben wurde. Im Verlauf des Gallischen Krieges des Feldherren Gaius Iulius Caesar, wurde die Legio XI im Jahre 58 v. Chr. gegen die Helvetier und im Jahre 57 v. Chr. gegen die Nervier eingesetzt. Es kann angenommen werden, dass sie 52 v. Chr. auch in den Kämpfen um Avaricum und Alesia beteiligt war.
Im Jahr 51 v. Chr. wurde die Legion wieder namentlich genannt, als Caesar mit der VII., VIII., VIIII. und XI. Legion einem Aufstand der Bellovaker, Ambianer, Aulercer, Caleten, Veliocasser und Atrebaten unter der Führung des Correus entgegentrat. Caesar errichtete ein stark befestigte Lager in Sichtweite des feindlichen Lagers und rief die verbündeten Remer und Lingonen sowie drei weitere Legionen als Verstärkung herbei. Nach einer Entscheidungsschlacht war der Aufstand beendet.
Während der Römischen Bürgerkriege nahm sie im Jahr 49 v. Chr. an der Invasion Caesars in Italien teil und wurde anschließend in Apulien stationiert. Im Jahr 48 v. Chr. nahm sie an den Kämpfen von Dyrrhachium teil und war auch in der Schlacht von Pharsalos präsent. Die Legio XI wurde 46/45 v. Chr. aufgelöst und die Veteranen im mittelitalienischen Bovianum angesiedelt.

#### Octavians Legio XI
Octavian, der Adoptivsohn des ermordeten Imperators Gaius Iulius Caesar, der mit Marcus Antonius und Marcus Aemilius Lepidus das Zweite Triumvirat gebildet hatte, hob erneut eine Legio XI aus bzw. stellte Caesars Legion wieder her.
Während des Triumvirats wurde sie 42 v. Chr. gegen die Caesarmörder Brutus und Cassius in der Schlacht bei Philippi eingesetzt. Dann verlegte Octavian die Legio XI wieder nach Italien und setzte sie im Winter 41/40 v. Chr. im Perusinischen Krieg gegen Marc Antons Bruder Lucius Antonius bei der Belagerung von Perugia ein. Möglicherweise wurde sie unter dem Kommando von Marcus Vipsanius Agrippa auch gegen Sextus Pompeius eingesetzt. Dieser hatte sich der Insel Sizilien bemächtigt und bedrohte so die Getreideversorgung der Stadt Rom. Im Jahre 31 v. Chr. befand sich die Legio XI während der Schlacht bei Actium im Heer Octavians gegen seinen ehemaligen verbündeten Marcus Antonius und die ägyptische Herrscherin Kleopatra. Die Legion erhielt danach den Beinamen Actiaca. Antonius war in der Seeschlacht besiegt worden und zog sich zu Kleopatra nach Ägypten zurück. Octavian nahm ein Jahr später Ägypten ein, woraufhin Marcus Antonius und Kleopatra Suizid begingen. Zwei Jahre später wurde Octavian unter dem Kaisernamen „Augustus“ (27 v.–14 n. Chr.) der alleinige Herrscher über das Römische Reich.

### Julisch-claudische Dynastie
Nach der Schlacht bei Actium wurde die Legio XI zunächst in Illyrien stationiert, wobei der genaue Stationierungsort nicht bekannt ist. Nachdem im Jahre 9 n. Chr. die Legionen XVII, XVIII und XIX unter dem Kommando von Publius Quinctilius Varus in der Varusschlacht gegen die Cherusker unter Arminius aufgerieben worden waren, wurde die Legio XI in das dalmatinische Burnum (heute Kistanje in Kroatien) verlegt. Hier wurden die Legionäre zu Bauarbeiten herangezogen, vor allem auch im Straßenbau, was zur wirtschaftlichen Erschließung und zum ökonomischen Aufschwung der römischen Provinz beitrug. Nachzuweisen sind diese Tätigkeiten vor allem in der Provinzhauptstadt Salona (heute Solin bei Split in Kroatien) und in Gardun (ebenfalls im heutigen Kroatien).
Während der Revolte des dalmatischen Statthalters Lucius Arruntius Camillus Scribonianus im Jahr 42 hielten die Legionen VII und XI zu Kaiser Claudius (41–54) und erhielt daraufhin den Beinamen Claudia und die Ehrenbezeichnung Pia Fidelis („pflichtbewusst und treu“). Um die Mitte des 1. Jahrhunderts wurden Veteranen der Legio VII Claudia und der Legio XI Claudia in Aequum (Čitluk) angesiedelt. Im Jahre 58 n. Chr. wurde die Legio VII CPF an die Donau versetzt, während die Legio XI in Dalmatien stationiert blieb. Eine Abteilung (Vexillatio) der Legio XI unterstützte den Feldherrn Gnaeus Domitius Corbulo bei seinem Feldzug gegen die Parther im Jahr 63 n. Chr., bei dem es um die Kontrolle über Armenien ging.

### Erstes Vierkaiserjahr
Gegen Ende der Herrschaft Neros (54–68) hatten sich verschiedene Empörungen und Bündnisse in den militärischen Hierarchien gegen seine Regierungsweise entwickelt und nach der Ausrufung des Galba am 3. April 68 n. Chr. zum Kaiser, beging Nero Selbstmord. Galba brachte jedoch ebenfalls das Volk und vor allem die römische Rheinarmee gegen sich auf, so dass diese am 2. Januar 69 n. Chr. den Statthalter Aulus Vitellius in Köln zum Kaiser ausrief. Damit begann das sogenannte Vierkaiserjahr, denn schon im Gegenzug, am 15. Januar 69, ließ sich in Rom der Galba-Anhänger Otho nach Bestechung der Prätorianer-Garde ebenfalls zum Kaiser ausrufen. Marcus Salvius Otho ließ Galba ermorden und setzte sich vorerst als Kaiser durch. Die Legionen am Rhein bestanden aber auf Vitellius, überquerten die Alpen und schlugen Othos Truppen in der Ersten Schlacht von Bedriacum (bei Cremona). Es ist nicht geklärt, ob die dalmatischen Legionen, auch die Legio XI Claudia, auf dem Schlachtfeld zu spät erschienen oder den Ausgang der Schlacht abgewartet hatten. Auf die Nachricht von der Niederlage beging Otho Selbstmord. Der neue Kaiser Vitellius beorderte die Legio XI Claudia nach Dalmatien zurück. Nun wurde im Osten der dortige Feldherr Titus Flavius Vespasianus in Alexandria am 1. Juli 69 n. Chr. zum Kaiser ausgerufen. Auch die Legionen des Donauraums und in Dalmatien unterstützten Vespasian. Sein General Marcus Antonius Primus marschierte nach Italien und schlug in der Zweiten Schlacht von Bedriacum die Streitkräfte von Kaiser Vitellius. Dieser wurde bei Wirren in Rom am 20. Dezember 69 getötet. Mit dieser Niederlage wurde der Bürgerkrieg beendet. Am 21. Dezember 69 n. Chr. wurde Vespasian vom Senat als Kaiser anerkannt. Er traf jedoch erst im Oktober 70 n. Chr. in Rom ein.

### Flavische Dynastie
Vespasian wurde zum neuen Kaiser des Römischen Reiches und Begründer der Flavischen Dynastie, die bis ins Jahr 96 n. Chr. Bestand hatte. Im Jahre 70 n. Chr. war die Legio XI CPF Teil eines Expeditionskorps unter dem Kommando des Feldherrn Quintus Petillius Cerialis, der den Bataveraufstand unter Iulius Civilis niederschlug.

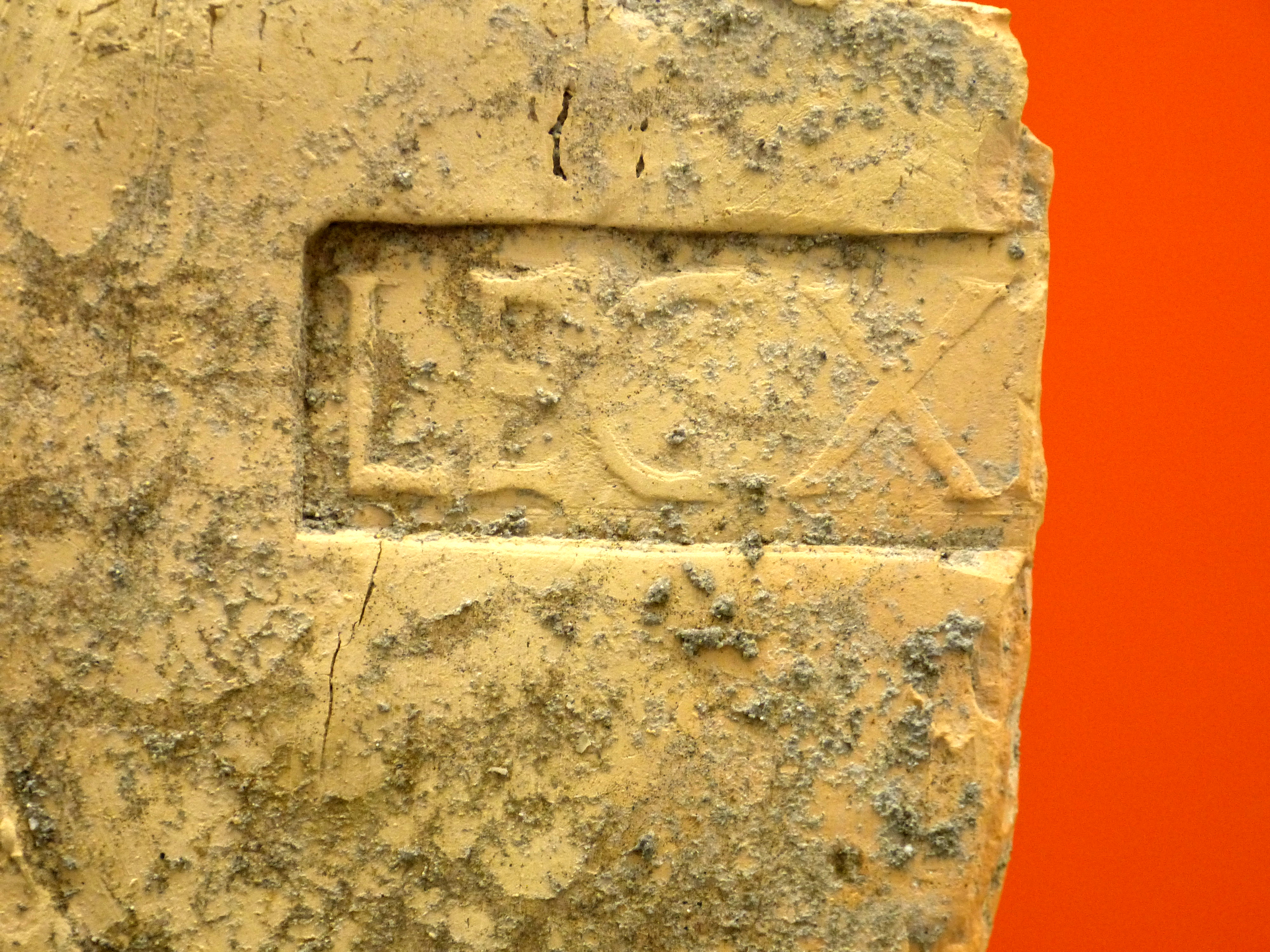
Ziegelstempel der 11. Legion aus Vindonissa (Im Archäologischen Landesmuseum Baden-Württemberg in Konstanz)

Da es gegen den Zug der Rheinlegionen des Vitellius 69 n. Chr. zu den Alpen Widerstand der einheimischen, von Rom geduldeten helvetischen Miliz gegeben hatte, wurde dieser „von der 21. Legion und ihren Hilfstruppen in wenigen Tagen gebrochen und eine grosse Zahl von Zivilsiedlungen (zum Beispiel Baden/Aquae Helveticae) zerstört. […] Vespasian beliess die 21. Legion nicht in Vindonissa, sondern ersetzte sie durch die 11. Legion.“
Ihre Stelle in Dalmatien übernahm die Legio IIII Flavia Felix.
Der Verbleib der Legio XI Claudia ist von 70–101 n. Chr. mit Hauptquartier in Vindonissa festgestellt. Dort wurde von der zuvor stationierten Legio XXI Rapax das Holz-zu-Stein-„Bebauungskonzept“ übernommen: „Sie erneuerte die Verteidigungsanlagen mit einer mit Türmen versehenen Steinschalenmauer und einem Spitzgraben.“ Auf einer Fläche von 21 ha runden zahlreiche Gebäude um monumentale Thermen „das Bild eines für eine längere Besatzung errichteten Standlagers ab.“ Zahlreiche archäologische Funde belegen ihre Anwesenheit im alpinen Raum.

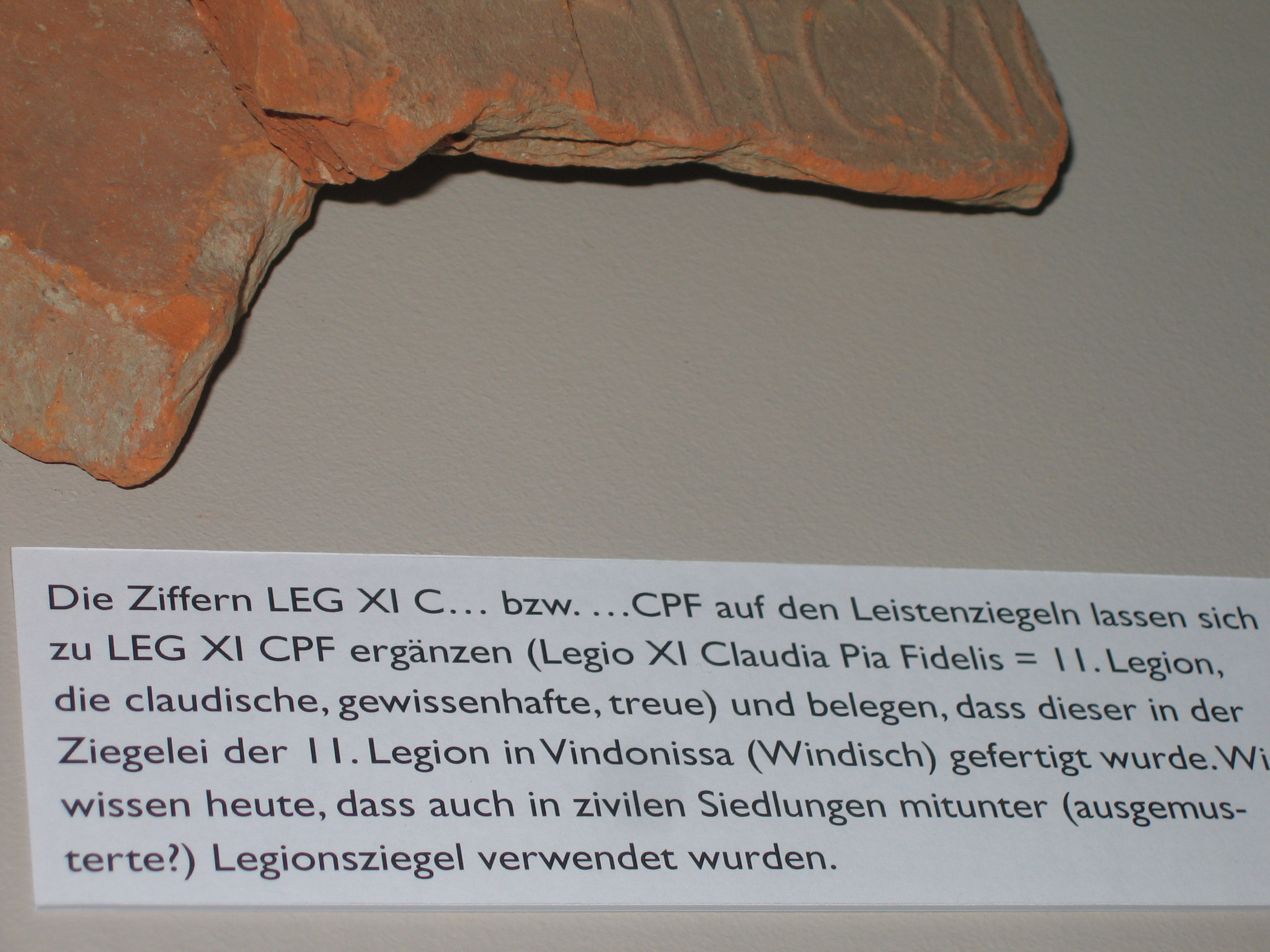
Gestempelter Ziegel aus Juliomagus

Dazu kam der Ausbau der Infrastruktur entlang der transalpinen Routen und über den Rhein nach Norden in Vorbereitung des ‚Schwarzwaldfeldzuges‘ in den Jahren 73/74 n. Chr. unter Gnaeus Pinarius Cornelius Clemens bis ins Neckartal. Im Jahre 74 wurde von Tuttlingen (Kastell Tuttlingen) bis Straßburg (Argentoratum) die sogenannte Kinzigtalvariante der Donausüdstraße ausgebaut, die die Marschstrecke zwischen Augusta Vindelicum (Augsburg) und Mogontiacum (Mainz) um 160 km oder sieben Tagesmärsche verkürzte.
Diese neue Ost-West-Strecke erhielt Anschluss an die Süd-Nord-Verbindung von Vindonissa aus über den Rhein bei Tenedo (Bad Zurzach) über Juliomagus (Schleitheim-Stühlingen) nach Brigobanne (Hüfingen), die vermutlich bereits um 45 n. Chr. angelegt worden war und die dann 74 n. Chr. mit der Fortsetzung über das Kastell Tuttlingen nach Arae Flaviae (Rottweil) – und von dort nach Argentorate (Straßburg) – weitergebaut wurde. Diese Strecke wurde wahrscheinlich von der in diesem Zeitraum in Vindonissa stationierten 11. Legion ausgebaut. Heute ist sie als Teilstrecke der Römerstraße Neckar–Alb–Aare ausgewiesen.

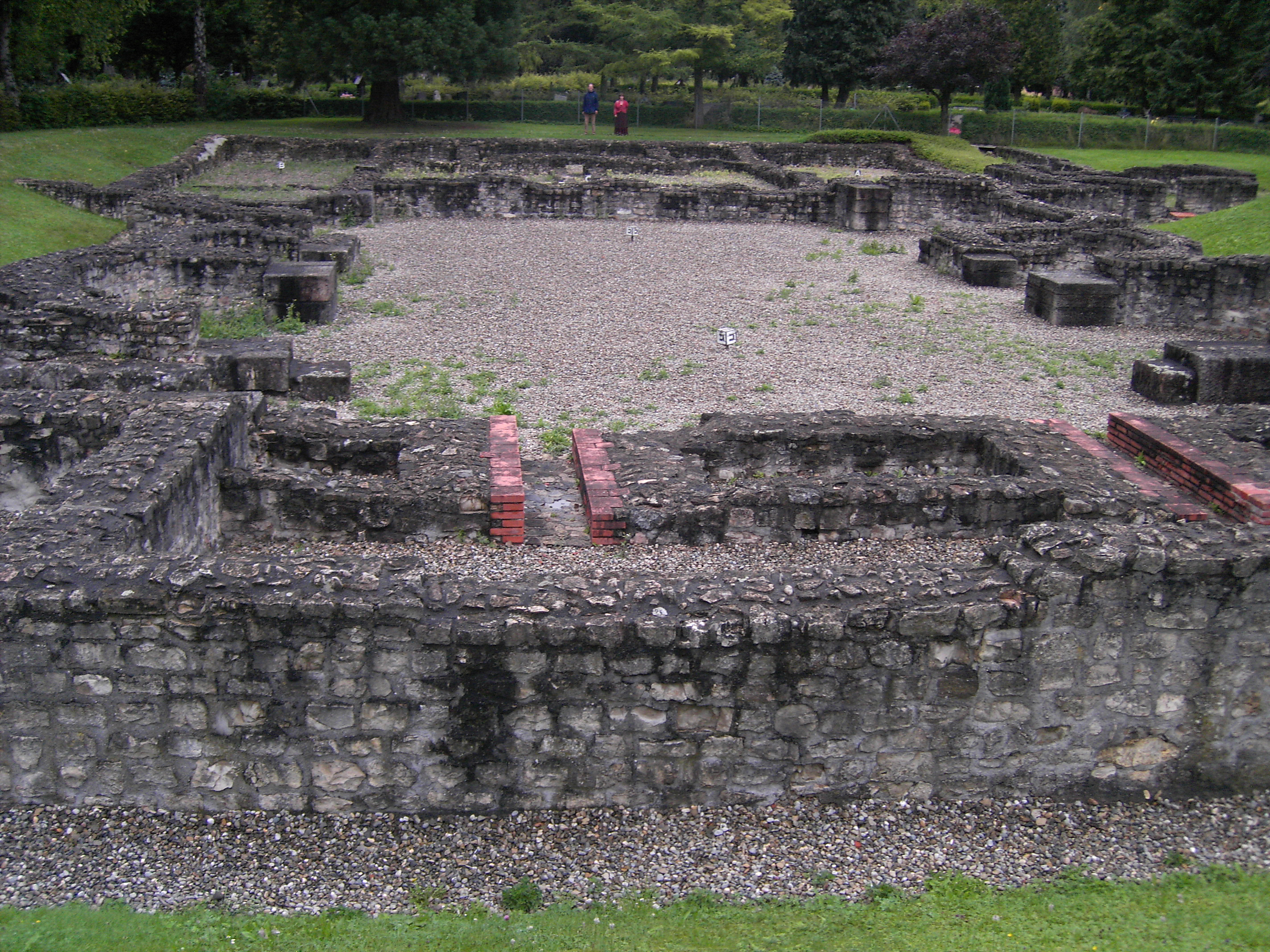
Grundmauern der Thermen des Legionskastells von Arae Flaviae (Rottweil)

Nördlich des Rheins ist die Legio XI Claudia Pia Fidelis zunächst in Iuliomagus (Schleitheim) auf gestempelten Tonziegeln nachgewiesen. Mindestens eine Vexillation der Legion lag dann im „Kastell I“ bei Rottweil, wie Stempel auf dort verwendeten Ziegeln zeigen. Nach Ansicht mancher Historiker war hier zwischen 74 und 84 sogar die gesamte Legio XI stationiert. Vermutlich gehörten Veteranen der Legion auch zu den ersten Siedlern im neugegründeten Municipium Arae Flaviae (Rottweil).
Kaiser Domitian zog im Jahr 83 n. Chr. die Legionen I Adiutrix, XIIII Gemina, XXI Rapax, VIII Augusta, XI Claudia und Vexillationen der drei britannischen II Augusta, VIIII Hispana und XX Valeria Victrix in Germania superior zusammen. Domitian zog über den Rhein und begann die sogenannten Chattenkriegen gegen die mächtigen aber „unruhigen“ Chatten, die im Vorland von Mogontiacum (Mainz) im Taunus und im Gießener Becken lebten. Es ging vermutlich um eine Schwächung der Chatten als letzten größeren Unruheherd in Rheinnähe. Domitian stieß weit ins Kernland der Chatten, das heutige Hessen, vor. Mit weiteren Feldzügen gelang den Römern im Jahre 85 die Unterwerfung des Gebietes der Wetterau, was ein Bestandteil der Germanienpolitik Domitians (Neuordnung der Grenze) war. In der Folge entstanden die Grenzbefestigungen des Taunus- und Wetterau-Limes. Domitian nahm den Siegerbeinamen Germanicus an und bildete aus den die Bereichen des ober- und niedergermanischen Heeres mit propagandistischem Aufwand zwei reguläre Provinzen. Nach dem Abschluss des Feldzuges waren acht Vexillationen aus den Legionen Britanniens und Obergermaniens unter Gaius Velius Rufus, dem Primus Pilus der Legio XII Fulminata, im Gebiet der Lingonen (Nordfrankreich) mit umfangreichen Baumaßnahmen beschäftigt.

### Adoptivkaiser und antoninische Dynastie

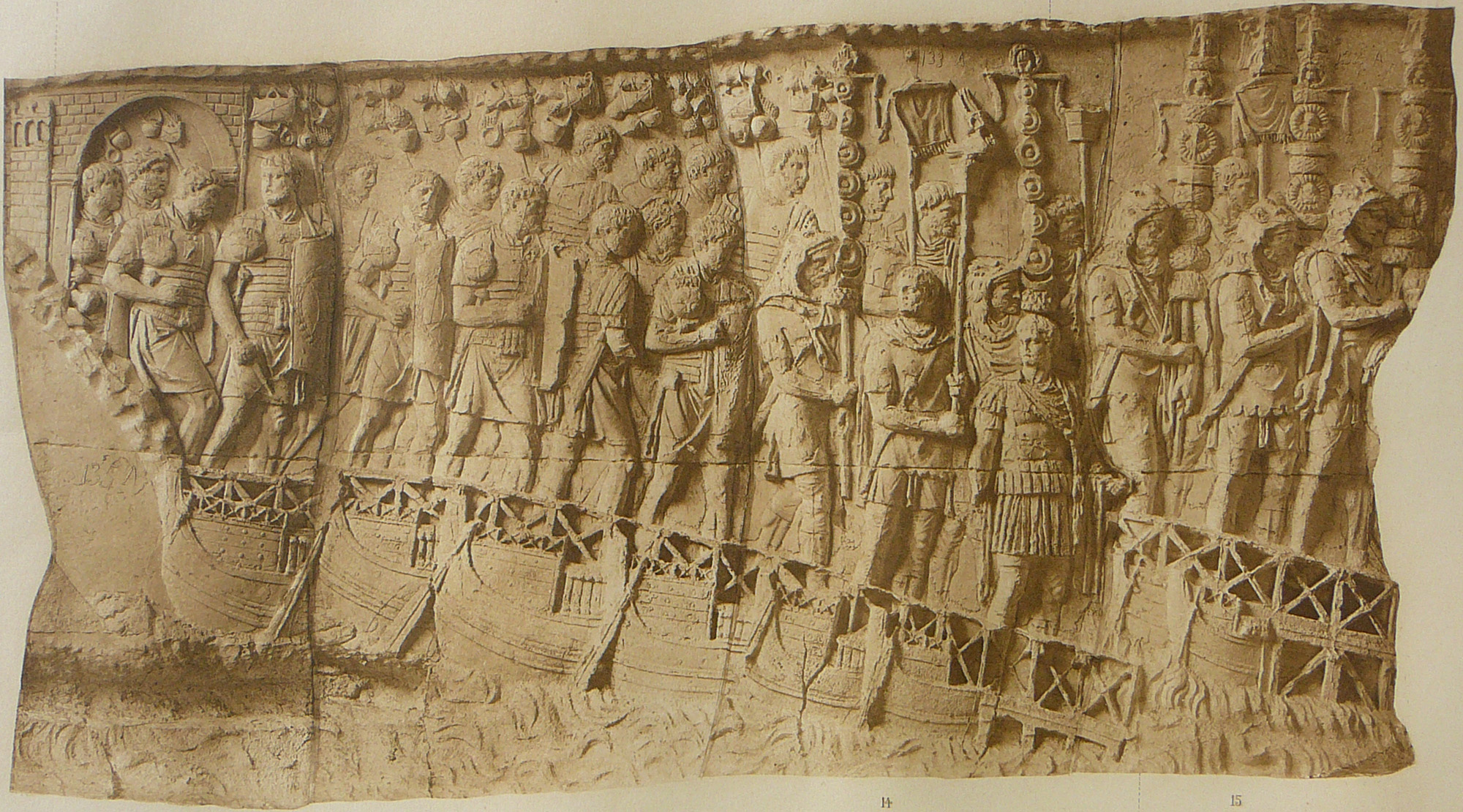
Darstellung römischer Truppen beim Flussübergang in den Dakerkriegen auf der Trajanssäule

Nachdem die Legio I Adiutrix das von ihr um 97 n. Chr. begonnene Legionslager Brigetio am pannonischen Donaulimes in den Jahren 100/101 n. Chr. verlassen musste, um am ersten Dakerkrieg (101–102) des Kaisers Trajan (98–117) teilnehmen zu können, wurde die Legio XI Claudia – nach rund 31 Jahren – aus Vindonissa abgezogen und im unteren Donauraum in Brigetio kaserniert, um dort die Fertigstellung des Lagers voranzutreiben. Zudem entsandte die Truppe Teileinheiten auch in das verwaiste Lager von Aquincum. Andere Forschermeinungen gehen davon aus, dass nur Arbeitstrupps der XI Claudia nach Brigetio kamen und gemeinsam mit den Vexillationen der XIV Gemina und der XV Apollinaris den Weiterbau organisierten. Nach dem Ende des zweiten Dakerkrieges (105–106) waren in Brigetio offensichtlich nur noch Abteilungen der XIV Gemina und der neu hinzugekommenen XXX Ulpia Victrix mit dem weiteren Lagerausbau beschäftigt. Zuvor wurde die XI Claudia abgelöst und zunächst nach Oescus verlegt. Dann fand die Legion in Durostorum (Silistra, Bulgarien) ihr endgültiges Standlager. Dort kann ihre Anwesenheit bis ins 5. Jahrhundert n. Chr. nachgewiesen werden. Die nähere thrakische Umgebung diente ihr dabei als Rekrutierungsbasis. Wiederholt wurden Vexillationen der XI Claudia ins Barbaricum nach Chersonesus Taurica (Bosporanisches Reich, Krim) geschickt, um die dortigen griechischen Städte zu schützen, aber auch um Bauvorhaben und Verwaltungsaufgaben auszuführen. Kleinere Abteilungen tauchten aber auch in Drajna de Sus (in Prahova, Rumänien) und Tomoi (heute Constanța in Rumänien) auf.
Nachdem im Jahre 113 n. Chr. der Partherkönig Chosrau I. den römerfreundlichen Klientenkönig von Armenien verjagt hatte, wurde unter anderem auch eine Vexillation der LEG XI CPF als Verstärkung in den Osten des Römischen Reiches beordert. Ein Jahr später erschien dann Kaiser Trajan persönlich auf dem Kriegsschauplatz und annektierte Armenien, woraufhin im Jahre 115 n. Chr. der Partherkönig Rom den Krieg erklärte. Dieser wurde ein Jahr später aber bereits wieder beendet, nachdem die Römer Mesopotamien und die Hauptstadt des Partherreiches Ktesiphon (bei Bagdad im heutigen Irak) eingenommen hatten. Kaiser Trajan richtete daraufhin die Provinzen Mesopotamia und Assyria ein und erhielt durch den Senat den Ehrennamen Parthicus.

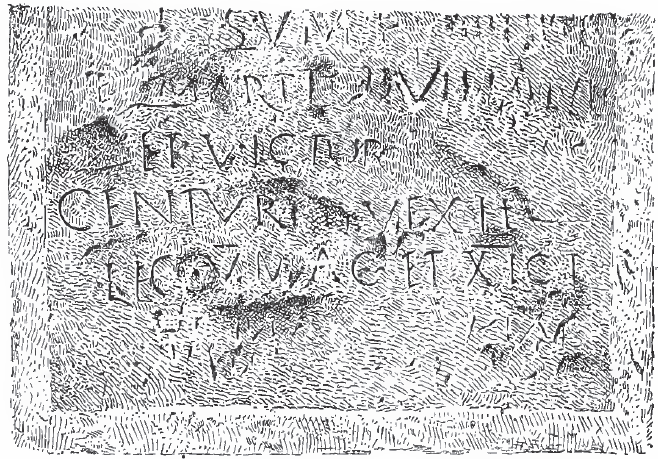
Stark verwitterte Inschrift einer Vexillation der Legionen V Macedonica und XI Claudia aus Betar
-----/ SVM[---]/ MARTI[---]V[---]/ et Victor/ centur[io] vexil[lat(ionis?)]/ leg(ionum) V Mac(edonicae) et XI Cl(audiae)/ -----

In der Regierungszeit des Kaisers Hadrian (117–138) kam es im Jahre 132 n. Chr. in der Provinz Judaea (heute Israel) zum Bar-Kochba-Aufstand der dort lebenden Juden, hervorgerufen durch die Gründung der Colonia Aelia Capitolina an Stelle der heiligen Stadt Jerusalem. Eine Abteilung (Vexillatio) der Leg XI CPF wurde in die Provinz Judaea abkommandiert und beteiligte sich in der Spätphase des Krieges an den Kämpfen gegen die Aufständischen unter der Führung von Simon bar Kochbas. Nach mehreren Niederlagen für die Römer, übernahm Kaiser Hadrian selbst das Kommando. Vermutlich nahmen die Legio V Macedonica und XI Claudia an der Belagerung der Festung Betar teil, deren Einnahme im Jahre 135 n. Chr. den Krieg beendete.
Wahrscheinlich wurde die Legion in den Markomannenkriegen (166–180) eingesetzt. Im 2. und 3. Jahrhundert waren Vexillationen der Legio I Italica und der Legio XI Claudia im Municipium Montanensium stationiert um die Minen der Region zu bewachen, aber auch um Bären und Wisente für Zirkusspiele zu fangen. Auch die Überwachung der Straßen zum Beispiel im Benefiziarierkastell Abrittus (Razgrad, Bulgarien), gehörte zu den Aufgaben der Legion.

### Zweites Vierkaiserjahr und severische Dynastie
Im zweiten Vierkaiserjahr 193 n. Chr. hatten sich innerhalb von kaum drei Monaten zwei Staatsstreiche abgespielt und die Kaiser Pertinax und Didius Julianus kurz den Kaisertitel innegehabt. Didius Julianus verlor seinen Thron, nachdem der Statthalter der Provinz Pannonia superior (Pannonien), Lucius Septimius Severus (193–211), von den Donaulegionen in der Provinzhauptstadt Carnuntum zum neuen Kaiser ausgerufen worden war. Ihm schloss sich auch die Leg XI CPF an. Am Eilmarsch des Kaisers Septimius Severus nach Rom beteiligte sie sich aber nicht, da Durostorum zu weit von der Provinz Italia entfernt war. Nachdem Septimius Severus seine Stellung in Rom gefestigt hatte, musste er mit Pescennius Niger (193–194), dem Statthalter von Syrien, fertigwerden. Diesen hatten die Legionen des Ostens zum Gegenkaiser ausgerufen hatten. Zusammen mit der Legio I Italica kämpfte die Leg XI CPF auf Seiten von Kaiser Septimius Severus bei der Belagerung von Byzantium (heute Istanbul in der Türkei), an der Kilikischen Pforte und bei Issus, wo Pescennius Niger im Jahre 194 n. Chr. eine endgültige Niederlage erlitt.
Im Jahre 198 n. Chr. beteiligte sich die Leg XI CPF vermutlich auch an dem Feldzug des Kaisers Septimius Severus gegen das Partherreich, der im gleichen Jahr mit der Besetzung der Hauptstadt Ktesiphon sein Ende fand. Gaius Suetrius Sabinus begleitete Kaiser Caracalla (211–217) als comes und Befehlshaber der Vexillationen (dux vexillationis V Macedonicae et XI Claudiae) in den Alamannenkrieg (Spätsommer/Herbst 213). Von Caracalla erhielt die Legion den Beinamen Antoniniana und von Severus Alexander (222–235) die Beinamen Severiana und Alexandriana.

### Soldatenkaiser

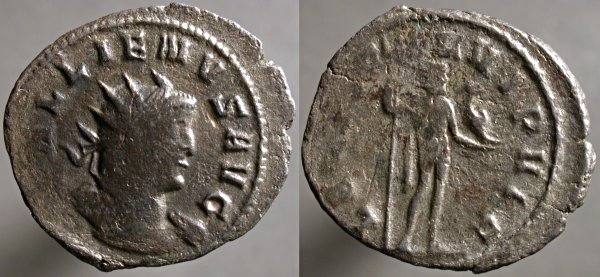
Antoninian des Gallienus
GALLIENVS AVGustus
LEGio XI CLaudia VI Pia VI Fidelis

Unter Kaiser Gordian III. (238–244) war Durostorum umkämpft, als Goten, Karpen und Sarmaten in die Provinzen an der unteren Donau einfielen. Schon unter Kaiser Decius (249–251) kam es aufgrund neuer Einfälle zu weiteren Kämpfen mit Goten und Karpen, die die Donau überquert und die Provinzen Moesia (Mösien) und Thracia (Thrakien) überrannt hatten. Im Zuge dieser Kämpfe fiel Decius 251 in der Schlacht von Abrittus. Im Konflikt zwischen dem rechtmäßigen Kaiser Gallienus (253–268) und seinem Rivalen Postumus (260–269 n. Chr.), dem Herrscher über das Gallische Sonderreich, blieb die Leg XI CPF dem rechtmäßigen Kaiser gegenüber loyal. Dadurch verdiente sie sich zum 5. und 6. Mal das Prädikat Pia Fidelis. Auch unter Kaiser Aurelian (270–275) kam es in der Region um Durostorum zu Kämpfen mit den Karpen. 272 schlug Aurelian zwar die Goten unter ihrem König Cannabaudes vernichtend, entschied sich jedoch, die sich nördlich der Donau anschließende Provinz Dakien zu räumen. Dorostorum wurde dadurch wieder zur Grenzstadt.

### Spätantike

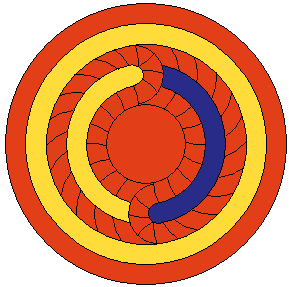
Schildbemalung der Undecimani, einer Legio palatinae des Ostreiches im frühen 5. Jahrhundert

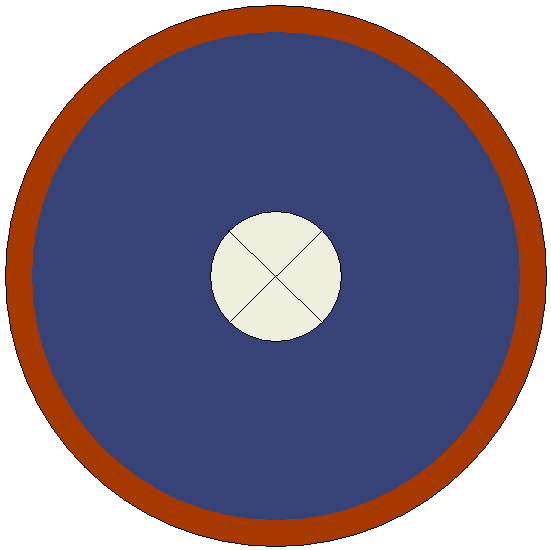
Schildbemalung der Undecimani, einer Legio comitatenses des Westreiches im frühen 5. Jahrhundert

Um das Jahr 297 zog Kaiser Diokletian (284–305) Truppen zusammen, zu denen Vexillationen der Legio XI Claudia, Legio VII Claudia, Legio IIII Flavia Felix und Legio I Italica gehörten, um eine Erhebung in Ägypten niederschlagen. Anführer dieser Rebellion waren Lucius Domitius Domitianus und Achilleus. Diokletian konnte diesen Aufstand wohl im Frühjahr 298 beenden. Dann begab er sich wieder an die östliche Außengrenze. Wie eine Inschrift aus dem wohl um 300 errichteten Grenzkastell Qasr al-Azraq in der jordanischen Wüste belegt, wurde eine Vexillation aus Soldaten der Legio XI Claudia, Legio VII Claudia, Legio IIII Flavia Felix, Legio I Italica und Legio I Illyricorum unter Diokletian in der neuerrichteten Provinz Arabia (Syrien, Jordanien) verlegt. Das all dieses Männer nur für den Bau einer Straße herangezogen sein sollen, wie überlegt wurde bleibt spekulativ. Als einzige real denkbare Option stellte sich für den Archäologen Samuel Thomas Parker (1950–2021) 2006 nur ein Bedrohungsszenarium dar, das von den Sarazenen ausging. Und tatsächlich gibt es literarische Belege dafür, dass Diokletian in dieser Zeit einen Krieg gegen Sarazenen führte. Andererseits schlugen der Historiker Michel Christol und der Archäologe Maurice Lenoir (1946–2010) im Jahr 2001 vor, die Inschrift bereits auf das Jahr 273, während der Herrschaftsjahre des Kaisers Aurelian, zu beziehen. Dann hätte der gegen einfallende Feinde gerichtete Aufmarsch der Legionen in der jordanischen Wüste im selben Jahr stattgefunden, wie die Niederschlagung des Aufstands in Palmyra. Sollte diese Theorie stimmen, so deuten die einige Jahre später unternommenen starken militärischen Anstrengungen Diokletians entlang des Limes Arabicus, bei denen auch Straßen entstanden, immer noch auf anhaltende ernsthafte Probleme mit den Nomadenstämmen hin.
Von den Christenverfolgungen im Römischen Reich durch Diokletian und Galerius (306–312) waren mit den Märtyrern Julius von Durostorum und Hesychius auch Angehörige der Legio XI Claudia betroffen.
Unter den Nachfolgern des Kaisers Diokletian wurde das neue Heeressystem noch weiter ausgebaut bzw. verändert. Im Laufe des 4. Jahrhunderts wurden die Undecimani („die Elften“) aus der Legion herausgelöst und als Comitatenses (mobile Feldtruppen) dem Oberbefehl des magister militum per Gallias unterstellt. Die Undecimani wurden unter dem Befehl des Magister equitum per Gallias in Hispania eingesetzt. Eine weitere als Undecimani bezeichnete Teileinheit unterstand als Legio palatinae (Garde) einem der beiden magistri militum praesentalis des Ostens und war bei Konstantinopel stationiert.
Noch im frühen 5. Jahrhundert, zur Zeit der Erstellung der Notitia dignitatum, lässt sich ein praefectus legionis undecimae Claudiae unter dem Oberbefehl des Dux Moesiae secundae in Durostorum als Kommandeur von limitanei (Grenztruppen) nachweisen. Zwei praefecti ripae legionis undecimae Claudiae (Grenzpräfekten) für den oberen und unteren Bereich waren in Transmarisca (Tutrakan) stationiert. Zumindest zu dieser Zeit muss die Legion also noch existiert haben.